# Chris von Rautenkranz
Chris von Rautenkranz (* um 1967) ist deutscher Musikproduzent und Tontechniker.

## Leben
Von Rautenkranz gründete Anfang der 1990er Jahre gemeinsam mit Christian Mevs das Soundgarden Studio in Hamburg und arbeitet vor allem mit Bands der so genannten Hamburger Schule, von denen viele beim Label L’age d’or unter Vertrag waren. Zu seinen Arbeiten zählen Produktionen für Bands wie Blumfeld, Tocotronic oder Die Sterne. Seit dem Jahr 2000 ist von Rautenkranz besonders als Masteringingenieur tätig. Außerdem nimmt er Produktionen und Abmischungen vor. Sein Bruder ist der Labelbetreiber Carol von Rautenkranz.

## Diskografie (Auswahl)

### Alben
- 1994: Slime – Schweineherbst (Mix)
- 1994: Blumfeld – L’Etat et Moi (Produktion)
- 1999: Blumfeld – Old Nobody (Produktion, Mix, Engineering)
- 1995: Die Sterne – In Echt (Produktion, Mix, Engineering)
- 2001: Blumfeld – Testament der Angst (Produktion, Mix, Engineering)
- 2005: Fink – Mondscheiner (Co-Produktion, Mix, Engineering)
- 2006: Me Succeeds – Mountains Fighting Submarines (Mastering)
- 2006: Die Sterne – Die Interessanten (Produktion, Mix, Engineering)
- 2006: Die Regierung – Unten (Mix, Engineering)
- 2010: Kraftklub – Adonis Maximus (Mastering)

### Singles
- 2001: Blumfeld – Graue Wolken (Co-Produktion, Mix, Engineering)
- 2002: Tocotronic – Hi Freaks (Mix, Engineering)
- 2002: Superpunk – Ich bin kein Ignorant (Co-Produktion, Mix, Engineering)
- 2003: Millenia Nova feat. Iggy Pop – Rockicide (Mix, Addt. Engineering)